# Hilltop (Virginie-Occidentale)
Pour les articles homonymes, voir Hilltop.
Hilltop est une census-designated place située dans le comté de Fayette, dans l’État de Virginie-Occidentale, aux États-Unis. Lors du recensement de 2020, elle comptait 528 habitants.